# Maurice Roy (cardinal)
Pour les articles homonymes, voir Roy et Maurice Roy.
Maurice Roy, né le 25 janvier 1905 et mort le 24 octobre 1985 à Québec (Canada), est un ecclésiastique canadien. Il est évêque de Trois-Rivières, puis archevêque de Québec, et primat de l'Église du Canada. Créé cardinal en 1965, il exerce de nombreuses responsabilités au sein de la curie romaine.

## Biographie

### Jeunesse et études
Maurice Roy nait à Québec dans une famille de trois enfants. Son père, Ferdinand Roy, est professeur à la faculté de droit de l'Université Laval et sa mère est la fille du poète Napoléon Legendre. Il étudie au Séminaire de Québec de 1915 à 1923 et au Grand Séminaire de Québec et à l'Université Laval jusqu'en 1927, où il reçoit un doctorat en théologie. Après avoir été ordonné prêtre catholique par Joseph Brunault le 12 juin 1927, il étudie à Rome où il reçoit un doctorat en philosophie en 1929. Il étudie aussi à la Sorbonne de 1929 à 1930. Maurice Roy enseigne la théologie dogmatique, la théologie sacramentelle et l'apologie au Grand Séminaire de Québec jusqu'en 1939. Il assure la fonction d'aumônier de l'Université Laval de 1935 à 1937.

### Carrière militaire
Lors du déclenchement de la Seconde Guerre mondiale, Maurice Roy devient aumônier militaire au grade de capitaine pour le Royal 22e Régiment. Il obtient le grade de major en mai 1941, celui de lieutenant-colonel comme aumônier du Premier Corps de l'armée en août 1941 et celui de colonel comme aumônier de la Première Armée canadienne. Après la guerre, il revient à Québec en position d'enseignant au Grand Séminaire, dont il devient le supérieur en 1945.

### D'évêque à cardinal
Nommé évêque du diocèse de Trois-Rivières le 22 février 1946 et ensuite vicaire militaire du Canada, aumônier-général et ordinaire de l'Armée canadienne le 8 juin 1946, il occupe ces fonctions jusqu'à sa nomination comme archevêque de Québec le 2 juin 1947. Le 17 février 1951, il reprend la fonction de vicaire militaire du Canada jusqu'au 12 mars 1982.
Comme archevêque, Maurice Roy condamne les supposés miracles du village de Saint-Sylvestre, joue le rôle de médiateur lors de la fin de la grève d'Asbestos et empêche le prêtre dominicain Georges-Henri Lévesque un prêtre dominicain, de siéger au Sénat. Maurice Roy devient primat du Canada lorsque le siège de Québec est élevé à ce rang ecclésiastique en 1956.
Il assiste au concile Vatican II de 1962 à 1965. Le pape Paul VI le crée cardinal lors du consistoire du 22 février 1965. Il est le premier à recevoir le titre de cardinal-prêtre de la paroisse Notre-Dame du Très Saint Sacrement et des Saints Martyrs Canadiens.
Il prend la charge de diverses fonctions dans la curie romaine, dont celles de président du Conseil pontifical pour la famille, du Conseil pontifical pour les laïcs et du Conseil pontifical Justice et Paix. Il vote aux conclaves qui élisent Jean-Paul Ier et Jean-Paul II. Il fut le consécrateur de onze évêques.
En 1971, il est le destinataire, en tant que président du Conseil des laïcs et de la commission pontificale « Justice et Paix », de la lettre apostolique Octogesima adveniens rédigée par Paul VI, à l'occasion du 80e anniversaire de l'encyclique "Rerum Novarum".
Cette lettre, qui porte sur les questions sociales, connait un fort retentissement, et se trouve souvent désignée de manière abrégée sous le titre de « Lettre au cardinal Roy ».
Devenu archevêque émérite en 1981, il meurt en 1985 et repose dans la crypte de la basilique-cathédrale Notre-Dame de Québec. Son successeur immédiat est Louis-Albert Vachon.

## Postérité
L'Ordre de l'Empire britannique reconnait sa conduite extrêmement courageuse durant la Seconde Guerre mondiale.
En 1971, il est fait compagnon de l'Ordre du Canada.
L'école secondaire Cardinal-Roy, dans le quartier Saint-Roch de Québec, est nommée en son honneur, de même que l'école primaire Cardinal-Roy du boulevard des Forges, à Trois-Rivières. Les rues du Cardinal Maurice-Roy de Québec et de Trois-Rivières sont également nommées en sa mémoire. L'université Laval a aussi un fonds Cardinal-Maurice-Roy.

## Succession apostolique
Maurice Roy a ordonné les évêques suivants :
- Évêque Lionel Audet (de) (1952)
- Évêque Marius Paré (1956)
- Évêque Jean-Louis Jobidon (de), M.Afr. (1961)
- Évêque Laurent Noël (1963)
- Évêque Charles Henri Lévesque (1965)
- Archevêque Francis John Spence (1967)
- Archevêque Henri Légaré (de), O.M.I. (1967)
- Archevêque Bertrand Blanchet (1973)
- Évêque Jean-Guy Hamelin (1974)
- Évêque Roch Pedneault (de) (1974)
- Évêque Jean-Guy Couture (1975)
- Évêque Jean-Paul Labrie (de) (1977)
- Cardinal Louis-Albert Vachon (1977)
- Évêque Gérard Drainville (de) (1978)
- Évêque Raymond Saint-Gelais (de) (1980)